# キュベレー (小惑星)

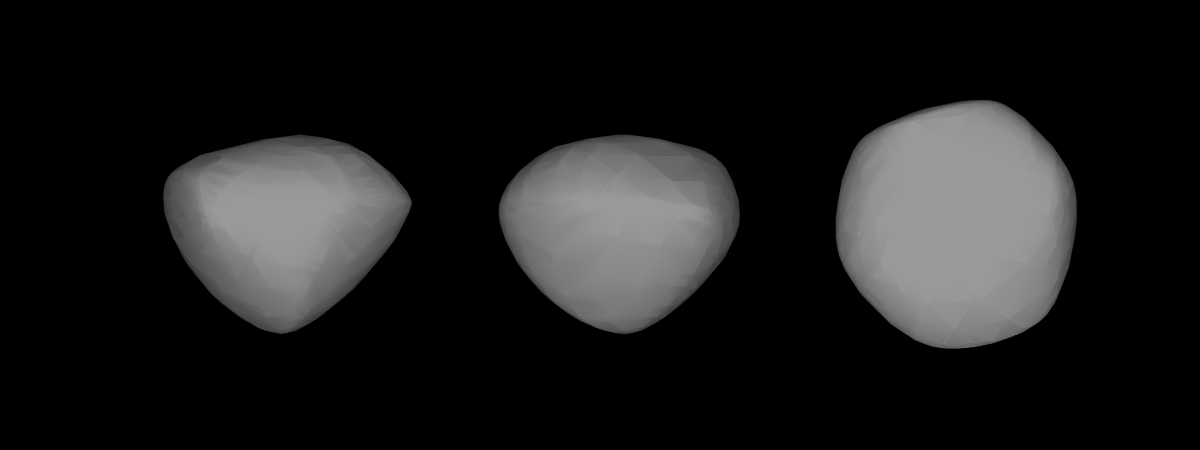
3Dモデル

キュベレーまたはキベレ (65 Cybele) は、火星と木星の間にある小惑星帯（メインベルト）の小惑星。メインベルトの中でも木星と1:2の軌道共鳴が起こるカークウッドの空隙より外側を公転している、キュベレー族 (Cybele family) またはキュベレー群 (Cybele group) と呼ばれるグループの代表的天体である。
1861年3月8日にエルンスト・テンペルによってマルセイユで発見され、ギリシア神話に登場するキュベレーに因んで命名された。なお、小惑星の名前についてはラテン語式に「キベレ」と表記されることも多いが、グループの名前については「キベレ族（群）」と表記されることはほとんどない。
炭素化合物を多く含むC型ないしP型の小惑星で、表面は暗い。
1979年10月17日に、ソビエト連邦領内でキュベレーによる恒星の掩蔽が初めて観測された。観測結果から導かれた直径は230kmで、IRAS衛星による実測値237kmにきわめて近い。また、この掩蔽の観測によって差し渡し11kmの衛星が存在する可能性が示唆された。
2006年2月には日本の福島県で掩蔽が観測された。